# Livadia (Crimée)
Pour les articles homonymes, voir Livadia.
Livadia (en ukrainien : Лiвaдiя ; en russe : Ливадия ; en tatar de Crimée : Livadiya) est une commune urbaine de république autonome de Crimée, en Ukraine, occupée par la Russie depuis 2014, intégrée à la municipalité de Yalta. Livadia comptait 1 634 habitants en 2013.
C'est dans le palais de Livadia, l'une des résidences du dernier empereur de Russie, qu'eut lieu en février 1945 la Conférence de Yalta, réunissant Staline, Roosevelt et Churchill.

## Géographie
Livadia est située au bord de la mer Noire, immédiatement au sud de Yalta.

## Histoire
Des vestiges d'habitations datant de l'âge du bronze ont été trouvées dans les environs. On a retrouvé aussi dans des fouilles archéologiques des ruines des Xe et XIIe siècles. Au XVIIIe siècle, Livadia se nomme en grec Aï-Yan (Saint-Jean) et abrite un petit village de pêcheurs grecs. En 1778, le khanat de Crimée, à qui appartenait alors la région, fit déporter les populations chrétiennes des environs.
En 1790, Catherine II y attribue un domaine au corsaire grec Lambros Katsonis, chassé de ses bases de la Mer Égée par une offensive franco-ottomane. Celui-ci lui donne le nom de Livadia, en l'honneur de sa ville natale, Livadiá, en Béotie. Le domaine passe ensuite à Théodose Révéliotis (ru), commandant du bataillon de Balaclava, unité de soldats grecs au service de la Russie,,. Le domaine est acheté en 1834 par le comte Leon Potocki (pl), qui y fait construire un palais. À la fin des années 1830, la culture de la vigne s'étendit sur la côte et la production vinicole augmenta à Livadia. En 1859, y vivent 150 personnes dans une trentaine de maisons autour d'une petite église. Le domaine est acheté en 1860 par l'empereur Alexandre II de Russie qui fait reconstruire le palais, y ajoutant un petit palais de style oriental, avec une orangerie et un parc magnifique, deux chapelles, une maison pour la suite impériale, des communs et un hameau supplémentaire. Il y a en tout une soixantaine de maisons. En 1868, on fait construire une école paroissiale, en 1873, une petite clinique. Le téléphone est installé à la fin des années 1890. Au début des années 1900, on fait construire une station électrique, un petit théâtre d'hiver et d'autres équipements.
En janvier 1918, le domaine est nationalisé par le nouveau pouvoir bolchévique. Le 30 avril 1918, l'armée allemande, qui occupe l'Ukraine, fait son entrée à Livadia et saccage le palais. Le 30 novembre suivant, le palais est occupé par les forces britanniques et française, ainsi que par des blancs. En novembre 1920, le pouvoir bolchévique est de retour à Livadia. Il transforme le domaine en sovkhoze, puis, en 1924, le palais devient une maison de repos pour travailleurs. Dans les années 1930, d'autres maisons de repos et de vacances sont construites alentour. Le village est occupé par les forces du Troisième Reich entre novembre 1941 et avril 1944. Du 4 au 11 février 1945 s'y tient la Conférence de Yalta entre Soviétiques, Américains et Britanniques.
Le palais de Livadia est devenu un musée en 1974. Livadia est une station balnéaire sur la mer Noire, qui accueille 25 000 vacanciers chaque année.

## Population
Recensements (*) ou estimations de la population :
| 1959* | 1970* | 1979* | 1989* | 2001* |
| ----- | ----- | ----- | ----- | ----- |
| 3 929 | 2 279 | 1 759 | 1 957 | 1 620 |

| 2009  | 2010  | 2011  | 2012  | 2013  |
| ----- | ----- | ----- | ----- | ----- |
| 1 552 | 1 566 | 1 601 | 1 638 | 1 634 |

## Notes et références

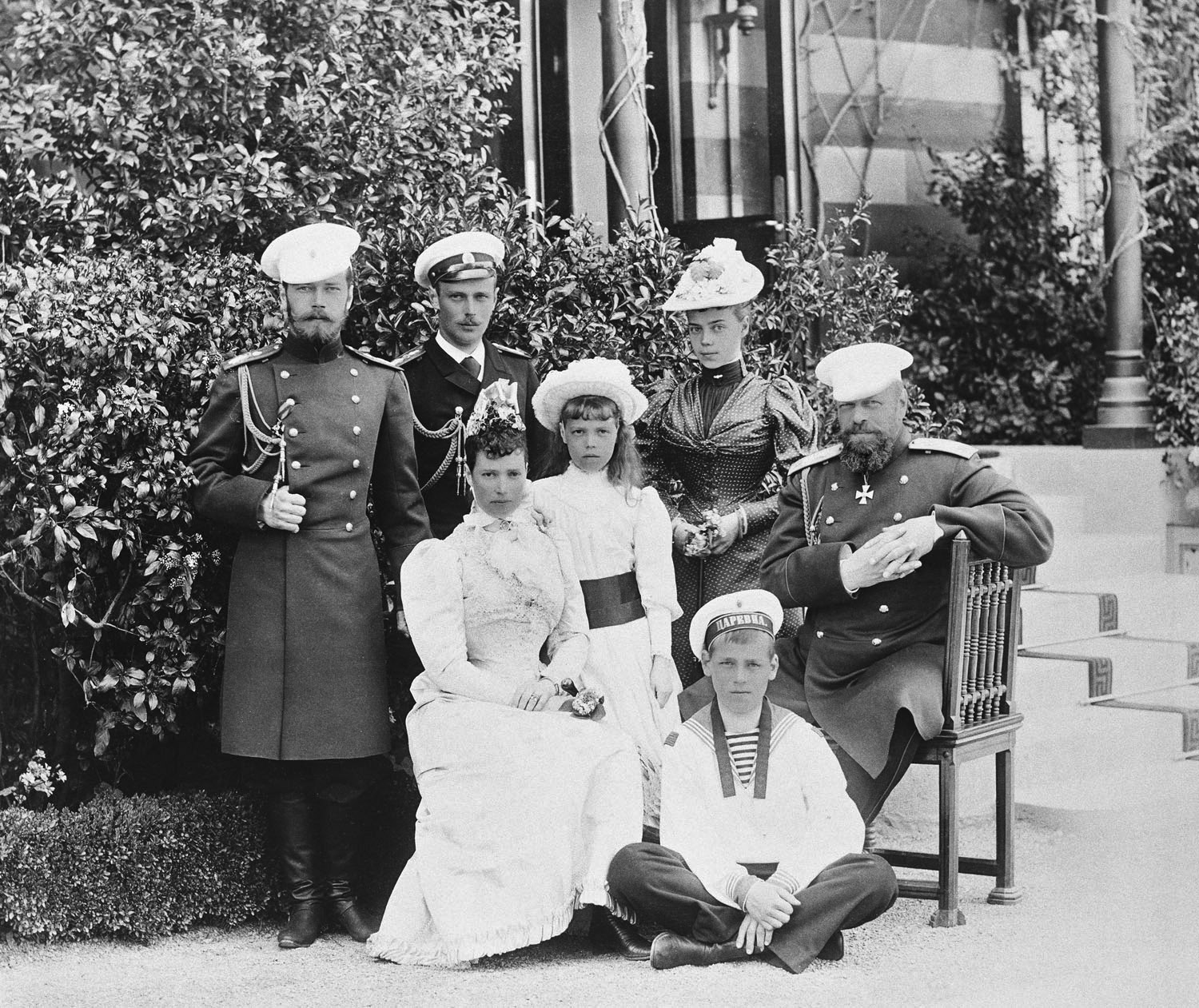
Tsar Alexandre III et sa famille à Livadia, vers 1890
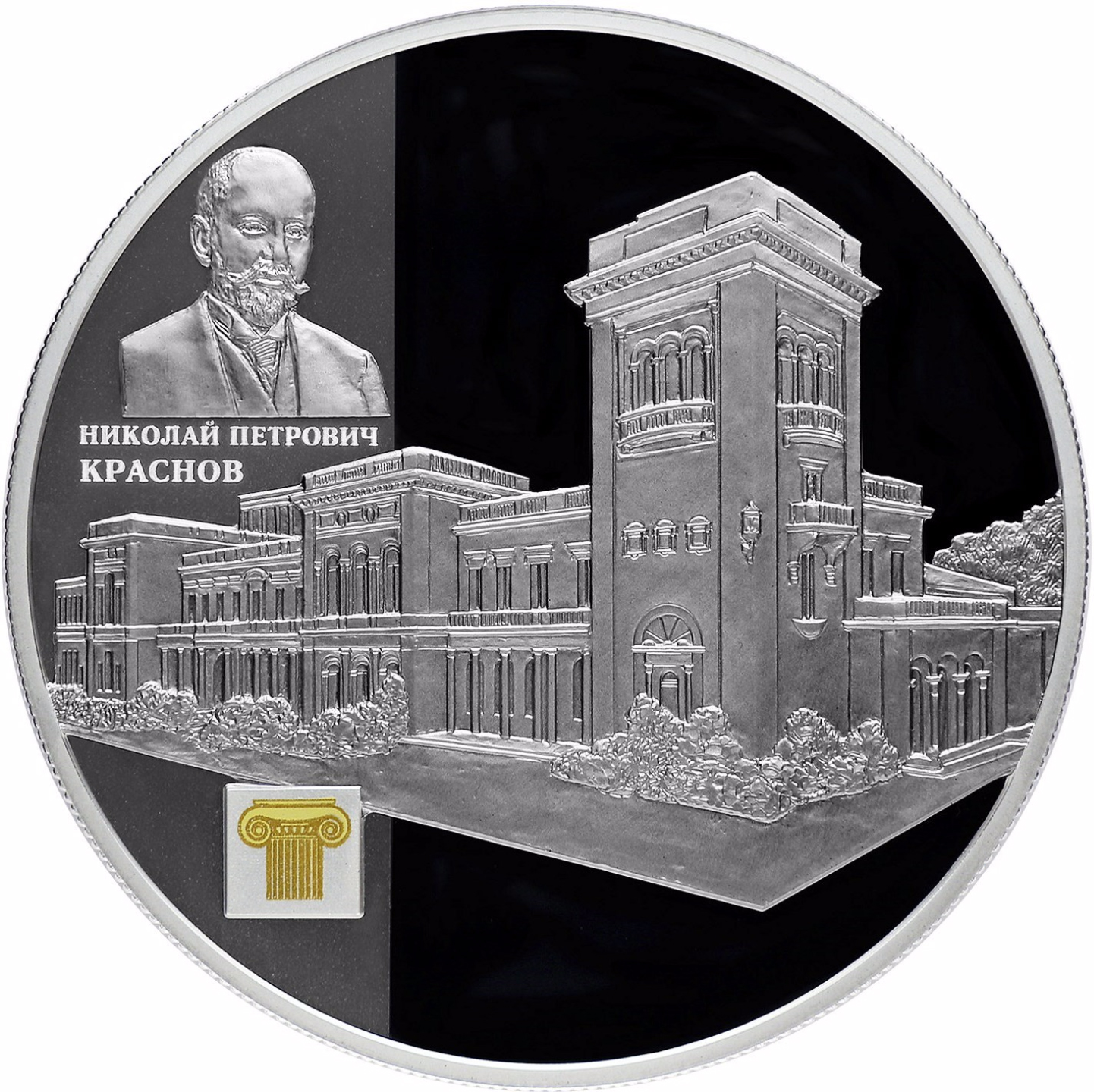
Architecte Nikolai Krasnov, pièce commémorative
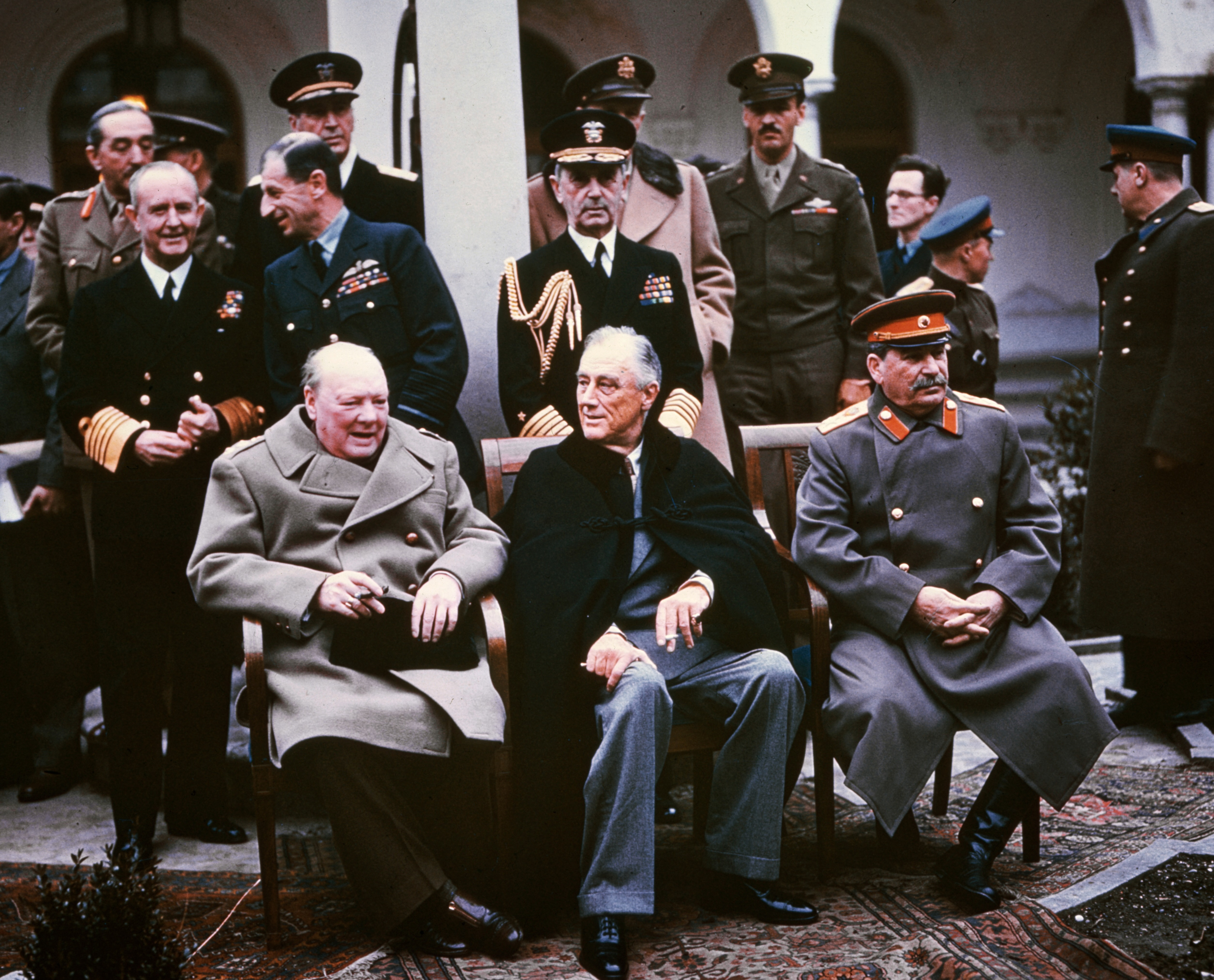
Conférence de Yalta, 1945
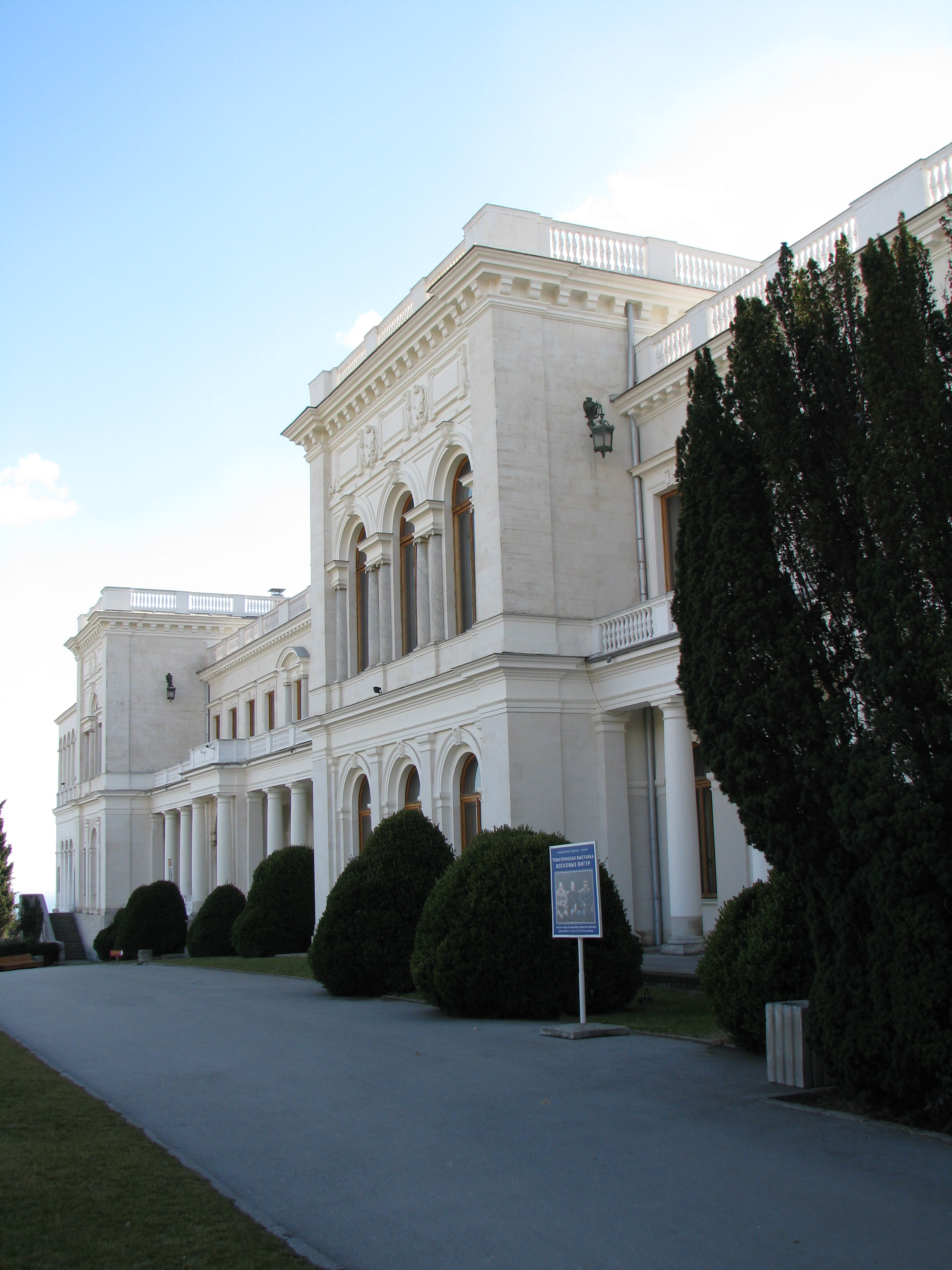
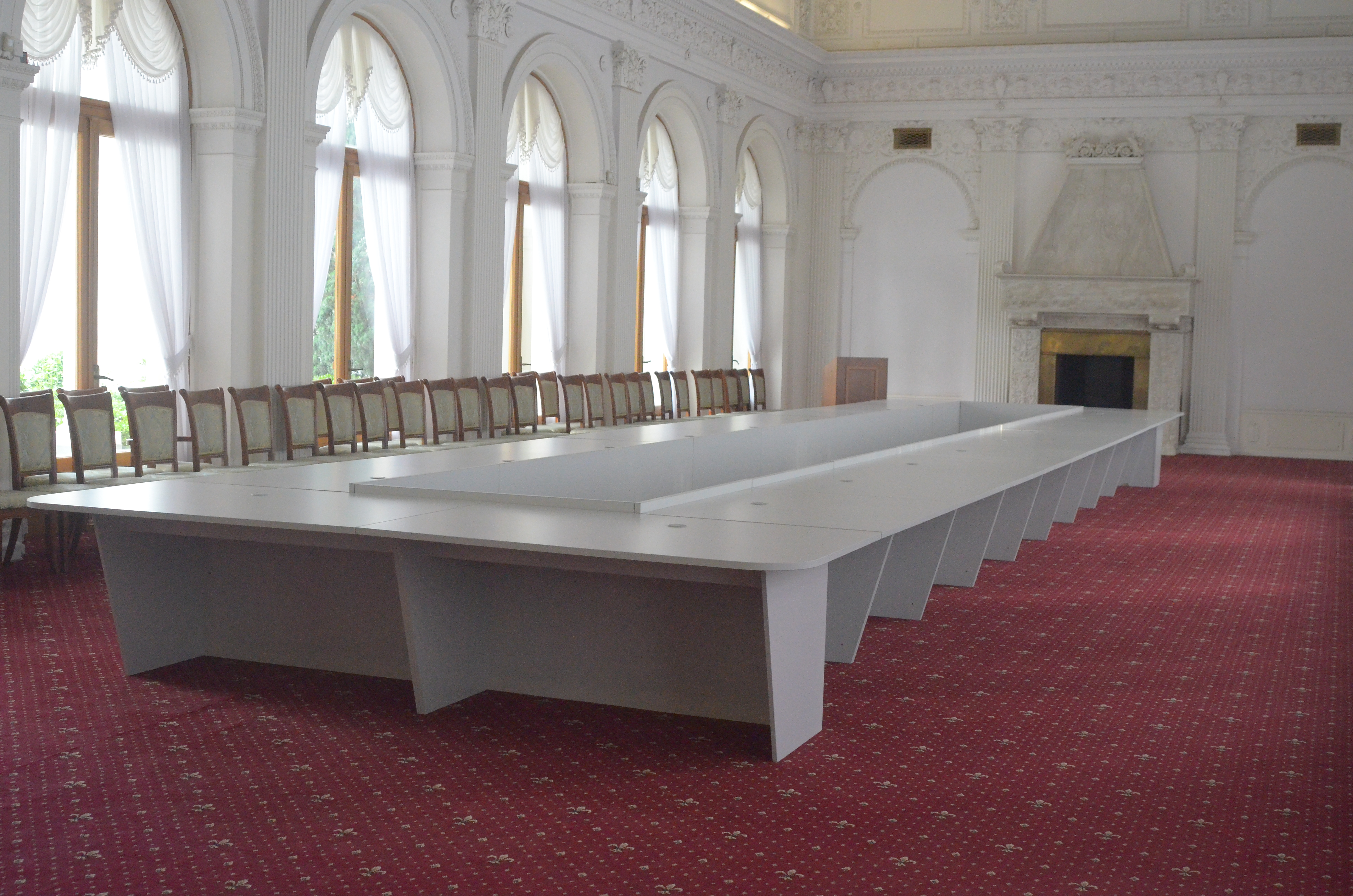
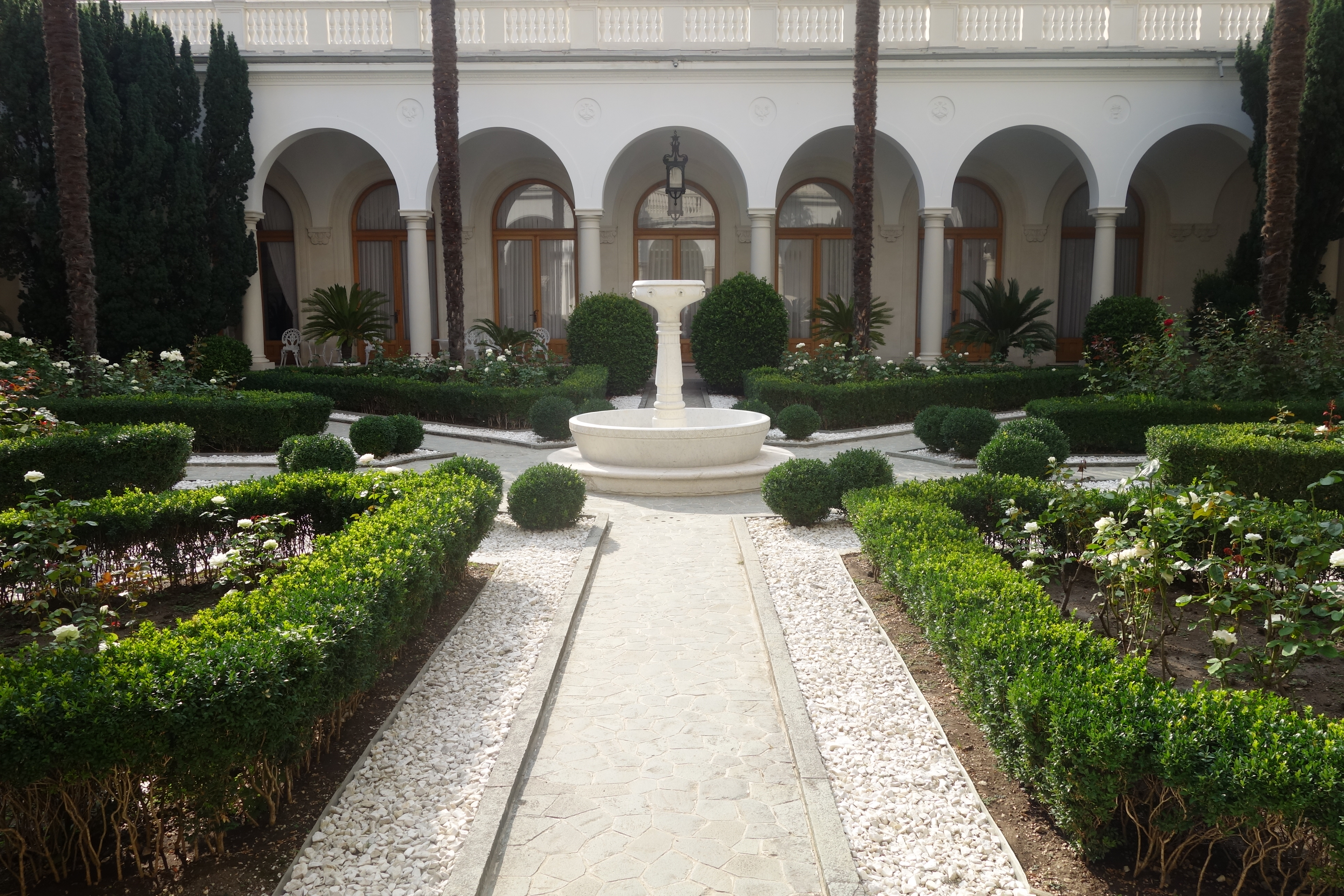
Cour italienne